# Heddödgrävare
Heddödgrävare (Nicrophorus vestigator) är en skalbaggsart som beskrevs av Herschel 1807. Den ingår i släktet dödgrävare och familjen asbaggar. Inga underarter finns listade i Catalogue of Life.

## Beskrivning
En övervägande svart art med orange antennklubba och kraftiga ben. Över de korta täckvingarna, som lämnar de tre sista ryggsegmenten bara, löper två röda tvärband. Arten kan skiljas från de flesta andra rödbandade dödgrävare på att halsskölden har gult hår längs sidorna. Kropplängden är 14 till 22 mm lång.

## Utbredning
Arten förekommer från Mellan- och Sydeuropa, med undantag av Irland, Shetlandsöarna, delar av Balkan samt de flesta öarna i Medelhavet. Den finns dock på grekiska fastlandet, Sicilien, Sardinien och Balearerna. Från Östeuropa sträcker sig artens utbredning över Ryssland och Turkiet till mellersta Asien. Från Island, Norge, Finland och havsöarna norr därom saknas den helt.
Arten är rödlistad som sårbar i Sverige, där den endast finns i Skåne. Tidigare har den funnits även i Halland och Västergötland; arten minskar, och är därför rödlistad som sårbar (VU) i Sverige. I Finland saknas den som nämnts helt.

## Ekologi
Som trivialnamnet antyder lever heddödgrävaren på torra, solbelysta hedar, andra sandmarker och sanddyner, gärna med ljung eller borsttåtel. Likt alla dödgrävare föder den upp sina larver på as, företrädesvis av fåglar och smådäggdjur, som den gräver ner i marken. Larverna utvecklas under sommaren. De vuxna skalbaggarna förekommer också på ruttnande svamp.
. the Netherlands.